# Стоя Эвмена

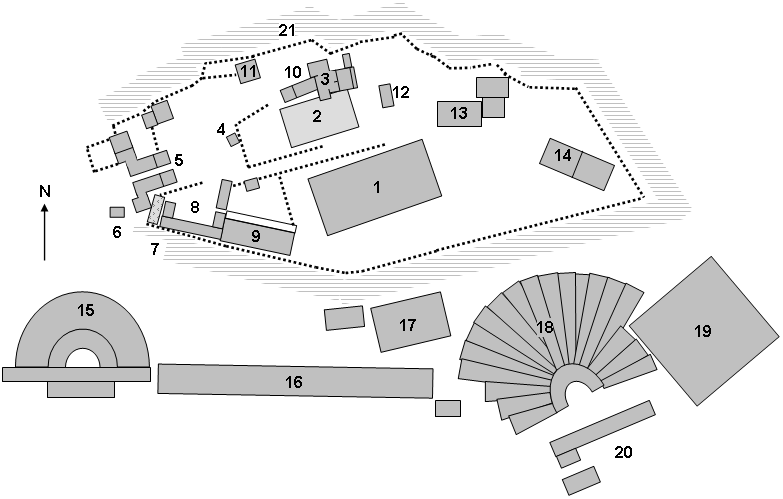
Схема афинского Акрополя. Стоя обозначена под номером 16

Стоя Эвмена — стоя в Афинском акрополе, расположена между Одеоном Герода Аттика и театром Диониса. Она была построена на склоне холма. Она названа в честь его строителя, Эвмена II Пергамского (чей брат Аттал II Пергамский построил Стою Аттала на агоре Афин, вероятно, построенную тем же архитектором). Она была двухэтажной, на 46 м длиннее, чем Стоя Аттала, и в отличие от него не было никаких помещений позади двухнефного зала, что означает, что она была спроектирована скорее для прогулок, чем для каких-то деловых функций. Первоначально облицована мрамором, её аркады были включены в 1060 году как часть византийской оборонительной стены и до сих пор видны. Стоя представляла собой двухэтажное здание с дорическими колоннами снаружи, ионическими внутри и капителями пергамонского типа на верхнем ярусе. Перед Стоей находится фундамент памятника Никию (320 год до н. э.).